# Angarka
La Angarka (in russo Ангарка?) è un fiume dell'Estremo Oriente russo, affluente di destra del Bol'šoj Anjuj (bacino idrografico della Kolyma). Scorre nel Circondario autonomo della Čukotka.
La sua lunghezza è di 211 km, l'area del bacino è di 6 050 km². Sfocia nel Bol'šoj Anjuj 374 km a monte della foce di quest'ultimo.  Tra i suoi maggiori affluenti sono Ujamkanda (155 km) e Travjanaja (48 km) da sinistra, Orlovskaja (105 km), Vetrenaja (49 km) e Prorva (54 km) da destra. Nelle vicinanze della foce si trova il villaggio di Angarka.